# Sears-Diät
Die Sears-Diät, auch Zone-Diät genannt, ist eine vom US-amerikanischen Biochemiker Barry Sears eingeführte Diät, die zur Gewichtsreduktion und zur Verbesserung der körperlichen Leistungsfähigkeit beitragen soll. Sears entwickelte eine komplexe Theorie zur optimalen Ernährung des Menschen, die seiner Diät zugrunde liegt. Die Ernährung nach Sears besteht zu jeweils 30 Prozent aus Fett und Eiweiß und zu 40 Prozent aus Kohlenhydraten. Zusätzlich zu Empfehlungen, die die Zusammensetzung und Menge der Nahrung betreffen, empfiehlt er, Sport zu treiben. Die Anwendung seiner Ernährungsempfehlungen sollen auch zu „Hormon-Balance“ (The Zone) führen, die stimmungsaufhellend wirken soll. Die Diät wird von Sears als Dauerernährung propagiert.

## Sears’ Thesen
Barry Sears’ wichtigste Thesen in Kürze:
- Fett zu essen bedeutet nicht zwangsläufig, dick zu werden.
- Es ist schwer, Gewicht allein durch geringere Energiezufuhr (siehe: physiologischer Brennwert von Lebensmitteln) zu verlieren.
- Gewichtsverlust hat wenig mit Willenskraft zu tun.
- Nahrung kann gut oder schlecht sein.
- Die biochemische Wirkung der Nahrung hat sich nicht verändert, seit es Menschen gibt.

## Die Prinzipien

### Das Optimum/The Zone
Das so genannte Optimum bezeichnet Sears als den Bereich einer von ihm beschriebenen Hormon-Balance, in dem der Insulinspiegel weder zu hoch noch zu niedrig sei und in dem der Körper gespeichertes Fett zur Energiegewinnung abbaue, womit es zur Gewichtsabnahme komme. Wesentlich für die Diät sind laut Sears hormonähnliche körpereigene Substanzen, die Eicosanoiden, die unter anderem den Insulinspiegel beeinflussen. Sears bezeichnet die Nahrung als „Droge“, mit der der körpereigene Hormonspiegel beeinflusst werden kann.

### Die Grundlagen
Die Grundlagen der Diät sind laut Sears Arbeiten von Sune Karl Bergström und Bengt Ingemar Samuelsson vom Karolinska Institut in Stockholm sowie John Robert Vane vom Royal College of Surgeons in England.
Bei dieser Diät muss alle viereinhalb Stunden gegessen werden. Sears empfiehlt die Einnahme von drei Haupt- und zwei Zwischenmahlzeiten, um möglichst immer im „Optimum“ zu bleiben. Bei jeder Mahlzeit müssen Fett, Eiweiß und Kohlenhydrate, die drei Nährstoffblöcke, in einem bestimmten Verhältnis zueinander stehen. Der Nährstoffblock-Bedarf muss individuell berechnet werden. Die Ernährung nach Sears besteht zu jeweils 30 Prozent aus Fett und Eiweiß und zu 40 Prozent aus Kohlenhydraten. Dies soll den Körper ins „Optimum“ bringen. Die Diät unterscheidet außerdem zwischen „guten“ und „schlechten“ Kohlenhydraten, ähnlich wie die Glyx-Diät und die Logi-Methode.
Je 7 Gramm Eiweiß sollen 9 Gramm Kohlenhydrate mit einem niedrigen glykämischen Index und 1,5 Gramm Fett mit möglichst vielen ungesättigten Fettsäuren enthalten sein. Durch eine relativ hohe Eiweißaufnahme und eine relativ geringe Kohlenhydrataufnahme soll der Sears-Theorie zufolge der Insulinspiegel niedrig gehalten werden. Sears verordnet zusätzlich täglich einzunehmende Fischölkapseln.
Nach Sears Theorie ist das Übermaß an Kohlenhydraten in unserem Essen für die Gewichtszunahme verantwortlich, da Kohlenhydrate in Glykogen umgewandelt werden, das aber im Körper nicht in beliebiger Menge gespeichert werden kann und bei einem übermäßigen Nahrungsangebot in Fett umgewandelt wird. Diese Ablagerung als Fett wird auch durch Insulin gesteuert. Ein hoher Insulinspiegel verhindere, dass dieses Fett wieder abgebaut werden kann. Es bleibt in den Fettdepots des Menschen.
Im Schnitt werden bei dieser Diät pro Tag 3250 bis 7150 kJ aufgenommen.

## Kritik
- Die Sears-Diät ist eine verhältnismäßig komplizierte Diät, die von den Anwendern erwartet, dass diese sich bei jeder Mahlzeit über die Zusammensetzung der Nahrung informieren, um diese sodann nach den Maßgaben der Sears-Diät zusammenzustellen. In manchen Fällen ist es für die Anwender schwierig oder unmöglich, die chemische Zusammensetzung der Nahrung zu kennen.

- Die Deutsche Gesellschaft für Ernährung (DGE) empfiehlt deutlich weniger Eiweiß und mehr Kohlenhydrate, als die Sears-Diät vorschreibt.

- Die in den Büchern von Barry Sears zu lesenden Versprechen des permanenten Gewichtsverlustes, der geringeren Häufigkeit von Krankheiten, höherer körperlicher Leistungsfähigkeit oder gar Einflüssen auf unsere Gene sind nicht wissenschaftlich gesichert.